# Allahqulubağı
Allahqulubağı è un comune dell'Azerbaigian situato nel distretto di Zərdab. Conta una popolazione di 518 abitanti.